# Cosme de Médici
Cosme de Médici (em italiano: Cosimo de' Medici), dito o Velho (il Vecchio; Florença, 27 de setembro de 1389 — Careggi,  1 de agosto de 1464) foi um banqueiro e político do século XV, fundador da dinastia política dos Médici, tendo sido governante de Florença de 1429 a 1464.
Filho de João de Bicci de Médici, embrenhou-se na condução do Banco Médici, fundado pelo pai em 1397, que viria a se tornar uma das principais instituições bancárias da Europa.
Herdou a riqueza e a popularidade enorme do pai, mas sua própria generosidade fez com que estivesse sob suspeita.
Os chefes das corporações mais poderosas, especialmente os da família Albizzi, o acusaram de querer derrubar o governo e agir contra as famílias oligárquicas de Florença. Foi exilado em Pádua e Veneza em 1433. Em 1434 a nova Signoria, favorável a Cosme, o chamou de volta e deu-lhe o título de Pater Patriae. Verdadeiro fundador do poder da família, obteve o senhorio virtual da cidade a partir de 1434, quando expulsou os líderes da facção oligárquica dos Albizzi. Com isso encontrou caminho livre, embora tenha respeitado a forma antiga de governo e evitado medidas arbitrárias.
Através do controle das eleições, do sistema tributário e da criação de novas magistraturas, lançou as bases para o poder da família Médici, mesmo apenas formalmente respeitador das liberdades republicanas. Mantendo formas e instituições republicanas, baniu seus inimigos e oponentes e concentrou as principais magistraturas nas mãos de seus partidários.
Na política externa, rompeu com a República de Veneza e aliou-se a Francisco Sforza. Sua política externa se tornou tradicional nos Médici até à invasão francesa em 1494: queria estabelecer a balança de poder entre os cinco Estados da península, aliando Florença a Milão e Nápoles contra um entendimento Roma-Veneza. A República anexou o distrito de Casentino, tirado dos Visconti por meio da Paz de Gavriana em 1441.
Homem culto e mecenas, patrono imenso, sempre em companhia de literatos e humanistas, formou bibliotecas e mandou construir em Florença palácios e vilas, entre eles sobretudo o Palácio Médici e a Basílica de São Lourenço. Por meio de Marsílio Ficino, ajudou a fundar a famosa academia neo-platônica. Sinceramente religioso no fim da vida, associado a Santo Antonino e aos frades dominicanos de São Marco, sua igreja favorita. Sua biblioteca imensamente cara estava aberta a todos. Sob seu governo viveu-se a era de ouro dos Médici.

## Primeiros anos e negócio da família
Cosme de Médici nasceu em Florença, filho de João de Médici e de Picarda Bueri em 10 de abril de 1389. Ao mesmo tempo, nasceu um irmão gémeo, Damião, que morreu no ano seguinte. Os gémeos receberam o seu nome em honra dos santos Cosme e Damião, cuja festa litúrgica se realiza em 27 de setembro. Mais tarde, Cosme passou a celebrar o seu aniversário neste dia e não no dia da sua data de nascimento. Cosme teve mais um irmão, Lourenço, conhecido como "Loureço, o Velho" que era seis anos mais novo e também participou no negócio do banco da família.

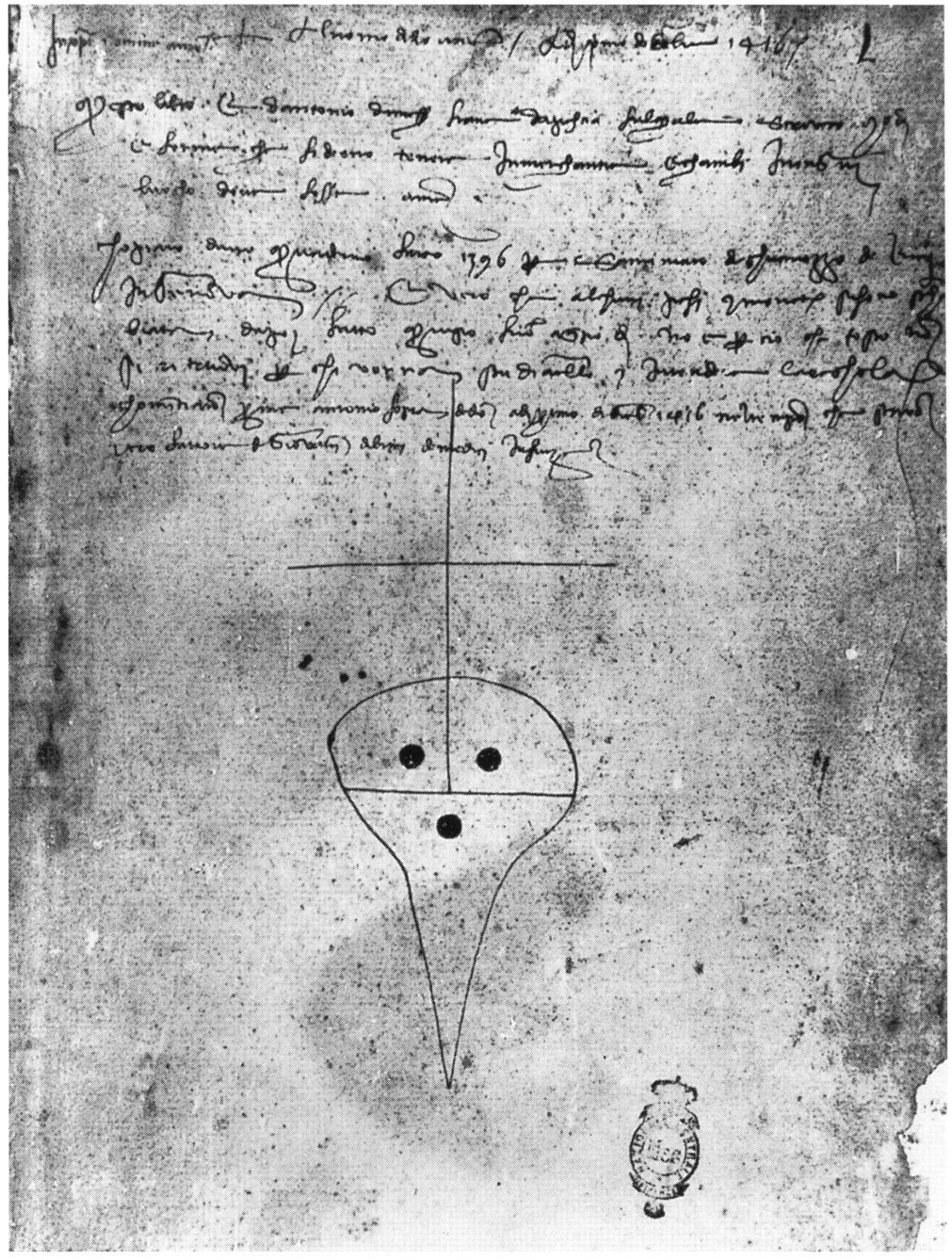
Marca do Banco dos Médici do final da Idade Média utilizada para autenticar documentos

Cosme herdou a sua riqueza e habilidade para a banca do seu pai, João, que tinha passado de agiota a líder do banco do seu familiar Vieri do Cambio de Médici. João geriu um dos três ramos deste banco em Roma até regressar a Florença e fundar o seu próprio banco, o Banco Médici. Nas duas décadas que se seguiram, o Banco Médici abriu sucursais em Roma, Génova, Veneza e temporariamente em Nápoles, mas a maioria do lucro vinha de Roma. O gestor da sucursal em Roma era um depositario generale papal que geria as finanças da Igreja a troco de uma comissão. Mais tarde, Cosme expandiu o banco por toda a Europa Central e abriu sucursais em Londres, Pisa, Avinhão, Bruges, Milão e Lübeck. As sucursais distantes dos Médici faziam do seu banco o melhor para tratar dos negócios do papado, uma vez que permitia que os bispados em várias partes a Europa pagassem os seus impostos na sucursal mais próxima, onde o gestor emitia uma licença papal. Além disso, facilitava a encomenda de vários produtos como especiarias, têxteis e relíquias através do comércio grossista do banco. João chegou a ter lucros de 290.791 florins.
Em 1410, João de Médici emprestou ao Antipapa João XXIII (na altura conhecido apenas como Baldassare Cossa) o dinheiro para ele comprar o cargo de cardeal, um favor que ele pagou fazendo o Banco Médici responsável pelas finanças do papado quando ele se tornasse Papa. Isto deu aos Médici um poder tremendo, permitindo-lhes ameaçar os devedores com a excomunhão, por exemplo. Porém, os Médici passaram por um infortúnio em 1415 quando o Concílio de Constança destituiu o Papa João XXIII, retirando assim o quase monopólio que a família tinha sobre as finanças da Cúria romana. Depois deste episódio, o Banco Médici viu-se forçado a enfrentar a concorrência de outros bancos. Porém, depois da insolvência do Banco de Florença em 1420, a família conseguiu assegurar a prioridade da Igreja.
No mesmo ano da destituição de João XXIII (1415), Cosme foi eleito Priore da República de Florença. Mais tarde, ele assumiu frequentemente o papel de embaixador de Florença e demonstrava grande prudência, característica pela qual ficou conhecido.
João de Médici retirou-se do banco em 1420, deixando os seus dois filhos a cargo da liderança. Deixou-lhes 179.221 florins de herança depois da sua morte em 1429. Dois terços desta fortuna vieram dos negócios em Roma e apenas um décimo de Florença. Até Veneza dava mais lucros do que Florença. Os irmãos ficaram com dois terços dos lucros do banco e a terceira parte foi para um sócio. Para além do banco, a família era proprietária de muitas terras nas zonas circundantes de Florença, incluindo Mugello, o local de origem da família.

## Política de Florença
O poder de Cosme sobre Florença vinha da sua riqueza, que ele utilizava para controlar os votos dos ocupantes dos cargos dos conselhos municipais, em particular a Signoria de Florença. Uma vez que Florença se orgulhava da sua "democracia", Cosme fingia ter poucas ambições políticas e não detinha qualquer cargo público. Enea Piccolomini, o bispo de Siena e, mais tarde, Papa Pio II afirmou:
"As questões políticas são resolvidas na casa de Cosme. O homem escolhe os ocupantes dos cargos... É ele quem decide se há paz ou guerra. Ele é rei em tudo, só lhe falta o título." 

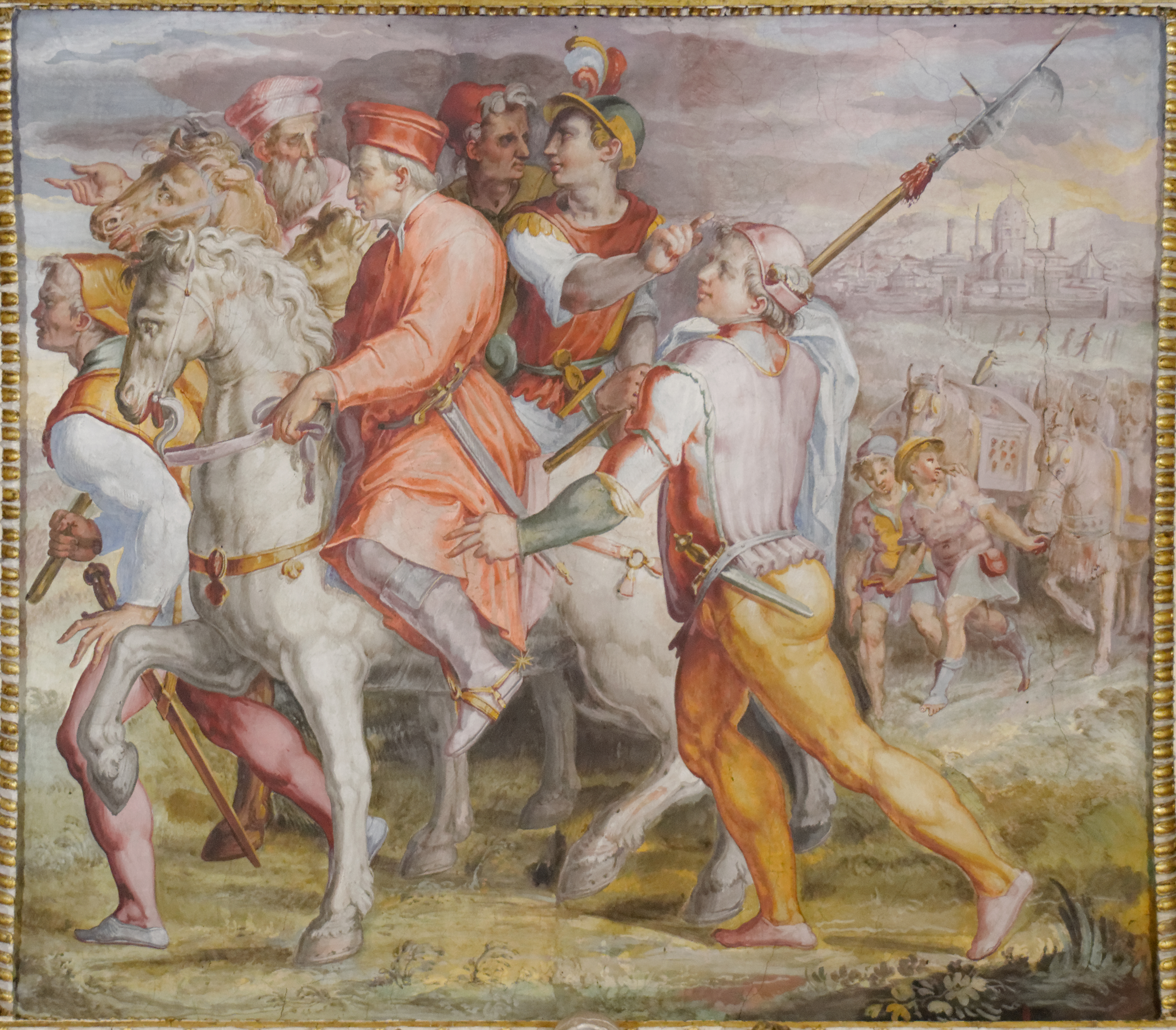
Quadro que retrata a partida para o exílio de Cosme de Médici

Em 1433, o poder de Cosme sobre Florença começou a ameaçar o partido anti-Médici liderado por nomes como Palla Strozzi e a família Albizzi, liderada por Rinaldo degli Albizzi. Em setembro desse ano, Cosme foi preso no Palazzo Vecchio pelo papel que desempenhou numa tentativa falhada de conquista da República de Luca, mas conseguiu alterar a pena de prisão para exílio. Alguns habitantes distintos de Florença, como Francesco Filelfo, exigiram a sua execução, um destino a que certamente não escaparia se não fosse pela intervenção do monge Ambrogio Traversari. Cosme viajou para Pádua e depois para Veneza, levando o seu banco consigo. Em exílio encontrou amigos e simpatizantes onde esteve graças à sua vontade de aceitar o exílio em vez de dar continuidade aos conflitos sangrentos que afetavam persistentemente as ruas de Florença. Veneza enviou um representante a Florença para defender Cosme e pedir para que a ordem de expulsão fosse levantada. Quando tal foi recusado, Cosme assentou em Veneza com o seu irmão Lourenço a acompanhá-lo. Além dele, outros seguiram Cosme para Veneza, motivados pela sua influência e dinheiro. Entre eles encontrava-se o arquiteto Michelozzo Michelozzi a quem Cosme pediu para desenhar uma biblioteca como presente para o povo de Veneza. Um ano após a pena de exílio, o êxodo de Florença para Veneza tornou-se tão descontrolado que esta teve de ser levantada. Cosme regressou a Florença no ano seguinte, em 1434 e exerceu influência sobre o governo de Florença (especialmente através das famílias Pitti e Soderini) nos últimos 30 anos da sua vida.
O tempo que Cosme passou exilado levou-o a sentir a necessidade de esmagar a fação que o condenou ao exílio. Para o fazer, ele instou uma série de mudanças constitucionais com a ajuda de priores aliados da Signoria para consolidar o seu poder através da influência.
Após a more de Filippo Maria Visconti, que tinha governado o Ducado de Milão entre 1412 e a sua morte em 1447, Cosme enviou Francisco I Sforza a Milão para marcar uma posição e impedir um ataque militar da República de Veneza. Francesco Sforza era um condottiere, um soldado mercenário que tinha roubado terras do papado e se tinha autoproclamado seu senhor. Ele tinha o desejo de se estabelecer em Milão, uma ambição que o facto de o Visconti de Milão da época não ter filhos legítimos, para além de uma filha, ajudou a concretizar. Sforza casou-se com esta filha em novembro de 1441 após uma tentativa falhada para conquistar a sua mão. O balanço de poder resultante, com Milão e Florença de um lado e Veneza e o Reino de Nápoles no outro, criou quase meio século de paz que permitiu o desenvolvimento do Renascimento na Itália. Porém, apesar dos benefícios que Florença conseguiu ao manter a paz com Veneza, a sua intervenção em Milão não colheu muita simpatia por parte dos habitantes de Florença, principalmente porque lhes foi pedido que financiassem a sucessão de Sforza. Os milaneses tentaram estabelecer uma democracia durante um breve período de tempo antes de Sforza ser finalmente aclamado duque pela cidade em fevereiro de 1450.
Em termos de política externa, Cosme tentou levar a paz ao norte de Itália através da criação de um equilíbrio de poder entre Florença, Nápoles, Veneza e Milão durante as guerras na Lombardia entre 1423 e 1454 e ao desencorajar potências estrangeiras (como a França e o Sacro Império Romano) de interferirem em assuntos italianos. Em 1439, Cosme desempenhou um papel essencial em convencer o Papa Eugénio IV a mudar o concílio ecuménico de Ferrara para Florença. A chegada de figuras importantes do Império Bizantino, incluindo o imperador João VIII, impulsionou uma onda de interesse na cultura e arte grega em Florença.

## Família e morte

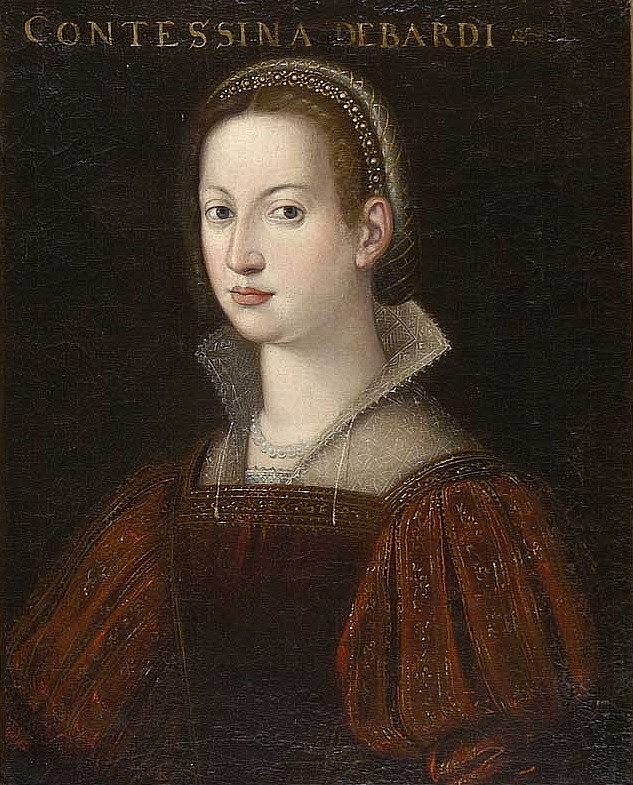
Retrato do século XVI de Contessina de' Bardi, esposa de Cosme de Médici

Por volta de 1415, Cosme casou-se com Contessina de' Bardi (filha de Alessandro di Sozzo Bardi, conde de Vernio, e de Camilla Pannocchieschi). O casamento foi combinado pelo seu pai numa tentativa de reafirmar as relações com a antiga e nobre família Bardi, que tinha gerido um dos bancos mais ricos da Europa até à sua escandalosa falência em 1345; no entanto a família manteve a sua influência na área financeira. No entanto, apenas uma parte da família Bardi foi abrangida pelo acordo visto que outros ramos da família consideravam-se opositores dos Médici. O casal teve dois filhos: Pedro o Gotoso e João de Médici. Cosme também teve um filho ilegítimo, Carlo, com uma escrava circassiana. Ele juntou-se ao clero.
Após a morte de Cosme em 1464, este foi sucedido pelo seu filho Pedro, pai de Lourenço o Magnífico. Após a sua morte, a Signoria concedeu-lhe o título de Pater Patrie "Pai da Pátria", uma honra outrora atribuída a Ciero e que foi gravada no seu túmulo na Basílica de São Lourenço.

## Descendência
Por volta de 1416, casou com Contessina de Bardi (1390-1473), filha de Alessandro de Bardi, Conde de Vernio. Tiveram dois filhos:
1. João de Cosme de Médici (1421-1463), casado em 20 de janeiro de 1453 com Maria Ginevra degli Albizzi, filha de Nicolau degli Alexandri.
2. Pedro de Cosme de Médici (Florença 1416-Florença 1469), dito "o Gotoso". Em 1464-1469 governante de Florença. Casou em 3 de junho de 1444 com Lucrécia Tornabuoni (1425-1482); tiveram quatro filhos. Magnânimo, mas enfraquecido e aleijado, teve que seguir apenas os passos do pai. Seus filhos Lourenço, o Magnífico, e Juliano o sucederam.

Teve também um filho ilegítimo com uma escrava circassiana: Carlos de Cosme de Médici arcipreste de Prato ou Arcebispo de Pisa.

## Mecenato
Cosme de Médici usou a sua vasta fortuna para controlar o sistema político de Florença e para apoiar oradores, poetas e filósofos, assim como uma série de feitos artísticos.

### Arte

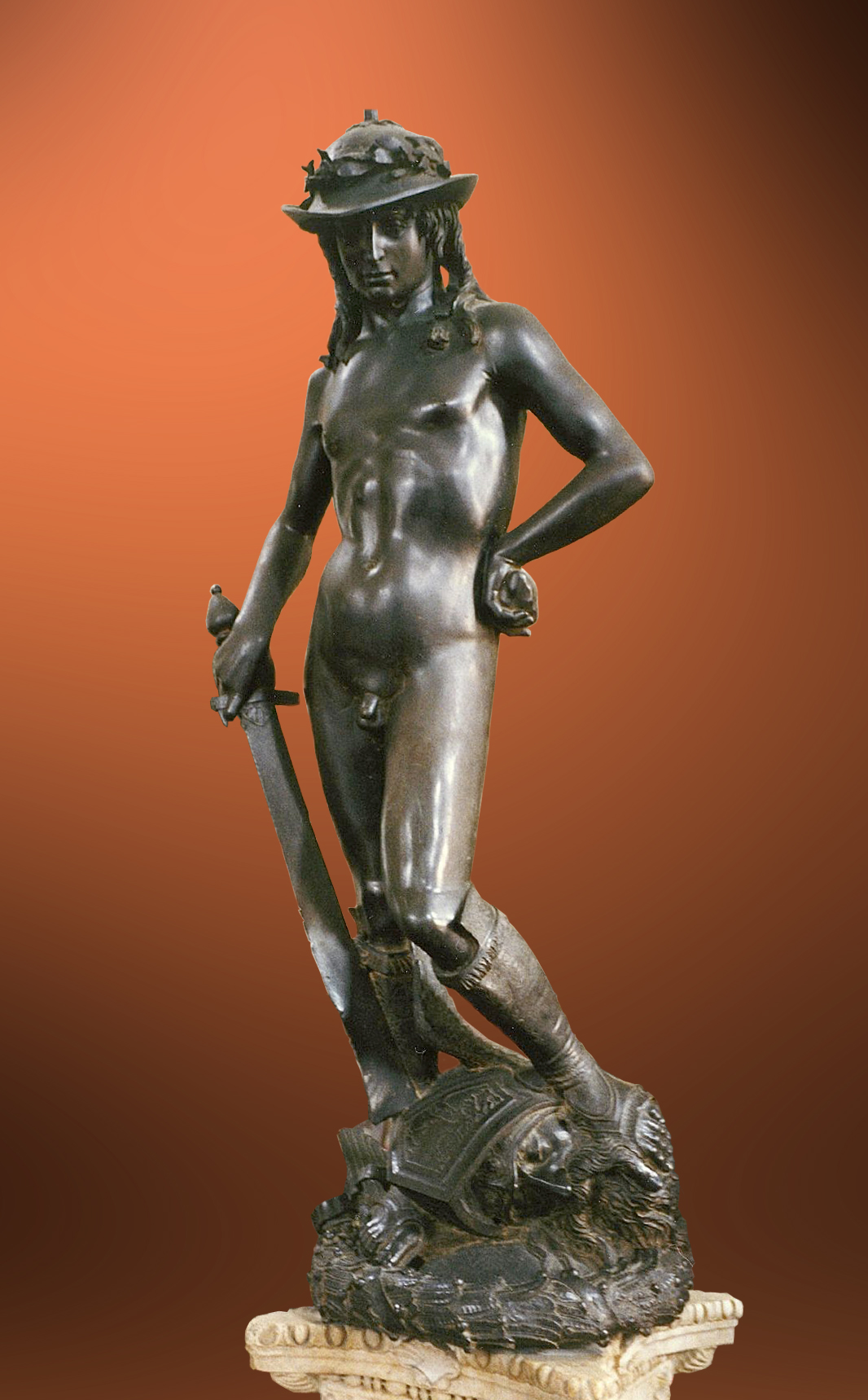
Escultura de David de Donatello encomendada pela família Médici

Cosme era conhecido como mecenas da cultura e da arte durante o Renascimento e gastou a fortuna da família a enriquecer a vida civil de Florença. Segundo o Zibaldone de Salviati, Cosme afirmou: "Tudo isso me deu a maior satisfação e contentamento porque honram não só Deus como a minha memória. Durante cinquenta anos não fiz mais do que ganhar dinheiro e gastar dinheiro; e tornou-se claro que gastar dinheiro dá-me mais prazer do que ganhá-lo". Além disso, o seu mecenato das artes reconhecia e proclamava a responsabilidade humanista de dever civil que vinha com a riqueza.
Cosme contratou o jovem Michelozzo Michelozzi para criar aquele que foi provavelmente o protótipo do típico palazzo florentino: o austero e magnífico Palazzo Medici. O edifício contém ainda um fresco de Benozzo Gozzoli terminado em 1461 com retratos dos membros da família Médici em procissão pela Toscana disfarçados dos Três Reis Magos. Cosme era mecenas e amigo próximo de Fra Angelico, Fra Filippo Lippi e Donatello, cuja famosa escultura de David a derrotar o gigante foi uma encomenda dos Médici. Foi graças ao mecenato de Cosme que o excêntrico e falido arquiteto Brunelleschi completou a cúpula da Basílica de Santa Maria del Fiore (a "Duomo") em 1436.

### Bibliotecas
Em 1444, Cosme de Médici fundou a primeira biblioteca pública de Florença em San Marco. Esta teve uma grande importância no desenvolvimento humanista de Florença durante o Renascimento. Foi desenhada por Michelozzo, um estudante de Lorenzo Ghiberti, que mais tarde trabalhou com Donatello e era também um bom amigo de Cosme. Cosme forneceu os fundos necessários para fazer obras na biblioteca e para adquirir uma coleção de livros que podiam ser consultados gratuitamente. "O facto de Cosme de Médici ter conseguido financiar a construção de um local daqueles colocou-o numa posição privilegiada na cidade. Ele próprio escolheu os indivíduos que tinham acesso a este laboratório de conhecimento e, apesar desta dinâmica social, ele moldou de forma ativa a política da República". Cosme encarregou Michelozzo de desenhar uma biblioteca para o seu neto, Lourenço de Médici. Porém, a sua primeira biblioteca foi desenhada por Michelozzo quando os dois ainda se encontravam em Veneza, onde Cosme esteve exilado durante um breve período de tempo. Em 1433, como forma de agradecimento à hospitalidade daquela cidade, ele ofereceu a biblioteca como prenda. Este foi o seu único projeto deste género fora de Florença. As suas bibliotecas eram reconhecidas pelo seu estilo renascentista e obras de arte distintas.
Cosme crescera apenas com três livros, mas aos 30 anos, a sua coleção já tinha crescido para 70 volumes. Após ter conhecimento do humanismo graças a um grupo de literatura que tinha pedido a sua ajuda para preservar livros, ele passou a adorar o movimento e patrocinou o seu trabalho de renovação das civilizações grega e romana através da literatura na qual a coleção de livros era uma atividade central. "Encorajado pela ideia romântica de um verdadeiro bibliófilo, o banqueiro austero fez várias viagens em busca de livros e apoiava qualquer projeto que envolvesse livros. Ele financiou viagens a quase todas as cidades europeias, assim como à Síria, ao Egito e à Grécia organizadas por Poggio Bracciolini, o seu principal caçador de livros". Cosme contratou 45 copistas sob a supervisão do livreiro Vespasiano da Bisticci para transcrever manuscritos e pagou as dívidas de Niccolò de Niccoli após a sua morte em troca da sua coleção de cerca de 800 manuscritos no valor de cerca de 6.000 florins.

### Filosofia
Na área da filosofia, Cosme, influenciado pelas palestras de Gemisto Pletão, apoiou Marsílio Ficino e as suas tentativas de relançamento do neoplatonismo. Cosme encomendou a tradução de Ficino para latim da obra completa de Platão (a sua primeira tradução completa de sempre) e possuía uma vasta coleção de livros que partilhou com intelectuais como Niccolò de Niccoli e Leonardo Bruni. Estabeleceu ainda uma academia platónica em Florença em 1445. Cosme deu uma educação humanista ao seu neto, Lourenço de Médici. Cosme influenciou certamente a vida intelectual do Renascimento, mas Lourenço é considerado o seu maior mecenas.